# اورسودوکسی کولیک
اورسودوکسی کولیک اسید (به انگلیسی: ursodeoxycholic acid)
(به اختصار: UDCA) یا:
اورسودیول (به انگلیسی: Ursodiol)
نامهای تجارتی: Ursogal- Actigall -Ursodex
رده درمانی: حل‌کننده سنگهای صفراوی کلسترولی.
رده فارماکولوژیک: اسید صفراوی
اشکال دارویی: قرص یا کپسول ۲۵۰ میلی‌گرمی، قرص یا کپسول ۳۰۰ میلی‌گرمی.

## مکانیسم اثر
اورسودوکسی کولیک اسید یا اورسودیولاثر حل‌کننده سنگ صفراوی خود را، از طریق مهار کردن سنتز و ترشح کلسترول از کبد و نیز به وسیلهٔ مهار جذب کلسترول از جدار دستگاه گوارش اعمال می‌کند. این ترکیب به مقدار کم در صفرا یافت می‌شود.

## موارد مصرف
- حل کردن سنگ‌های صفراوی رادیولوسنت
- درمان بیماری‌های کلستاتیک کبدی، نظیر: سیروز صفراوی اولیه، کلانژیت اسکلروزان، آترزی صفراوی، هپاتیت مزمن
- افزایش جریان صفرا در بیمارانی که استنت یا پروتز داخل مجاری صفراوی دارند.
- پیشگیری از تشکیل سنگ‌های صفراوی در افراد چاقی که وزن خود را به سرعت از دست می‌دهند.
- پس از عمل‌های چاقی از جمله بای پس معده جهت جلوگیری از ایجاد سنگ صفراوی

نکته: تجویز این دارو در بیمارانی که سنگ رادیولوسنت و غیرکلسیفیه ی کیسه صفرا با قطر کمتر از ۲۰ میلی‌متر دارند، و به علت افزایش خطر جراحی ناشی از بیماری‌های سیستمیک، سن بالا، واکنشهای ایدیوسنکراتیک نسبت به بیهوشی، کاندید مناسبی برای کوله‌سیستکتومی نیستند یا حاضر به اعمال جراحی نمی‌باشند، اندیکاسیون دارد.

## طریقه مصرف
- جهت حل کردن سنگ‌های صفراوی رادیولوسنت و نیز جهت افزایش جریان صفرا در بیمارانی که استنت یا پروتز داخل مجاری صفراوی دارند:

دربالغین: روزانه ۸ تا ۱۰ میلی‌گرم به ازای هر کیلوگرم وزن بدن، از راه خوراکی، منقسم در ۲ تا ۳ دوز و معمولاً همراه با غذا مصرف می‌شود.
نکته: تجویز این دارو در بیمارانی که سنگ رادیولوسنت و غیرکلسیفیه ی کیسه صفرا با قطر کمتر از ۲۰ میلی‌متر دارند، و به علت افزایش خطر جراحی ناشی از بیماری‌های سیستمیک، سن بالا، واکنشهای ایدیوسنکراتیک نسبت به بیهوشی، کاندید مناسبی برای کله سیستکتومی نیستند یا حاضر به اعمال جراحی نمی‌باشند، اندیکاسیون دارد.
- جهت پیشگیری از تشکیل سنگ‌های صفراوی در افراد چاقی که وزن خود را به سرعت از دست می‌دهند:

دربالغین: ۳۰۰ میلی‌گرم، از راه خوراکی، دو بار در روز تجویز می‌شود.
- جهت درمان بیماری‌های کلستاتیک کبدی، نظیر سیروز صفراوی اولیه، کلانژیت اسکلروزان، آترزی صفراوی، هپاتیت مزمن:

در بالغین: ۱۳ تا ۱۵ میلی‌گرم به ازای هر کیلوگرم از وزن بدن، از راه خوراکی منقسم در ۲ دوز (صبح-شب) تجویز می‌شود.

## موارد منع مصرف
- حساسیت مفرط نسبت به این دارو و سایر اسیدهای صفراوی.
- بیماری‌های مزمن کبد
- کله سیستیت حاد
- کلانژیت
- انسداد مجاری صفراوی
- پانکراتیت ناشی از سنگ کیسه صفرا
- فیستول صفراوی

## تداخلات دارویی
- ۱) کولسترامین، کولستیپول و آنتی اسیدهای آلومینیوم‌دار: اثر مفید اورسودئوکسی کولیک اسید را کاهش می‌دهند. ۲) ضدبارداری‌های خوراکی: یا مواد حاوی استروژن با اثرات مفید این دارو مخالفت می‌کنند. ▪ احتیاط:در موارد زیر پزشک را مطلع سازید. ۱) اختلالات مزمن کبد، زخم‌های معده، بیماری کرون یا کولیت، مصرف داروهای دیگر. ۲) برای خانم‌های باردار: معمولاً تجویز نمی‌شود زیرا بر جنین اثر می‌گذارد. ۳) برای خانم‌های شیرده: بی‌ضرر بودن این دارو هنوز قطعی نیست. ۴) برای اطفال و کودکان: برای کودکان کمتر لازم است. در صورت لزوم مقدار دارو باید متناسب با وزن بدن تنظیم گردد. ۵) برای سنین بالای ۶۰: مشکلی نیست.

## عوارض جانبی
- در دستگاه اعصاب مرکزی: سردرد، خستگی، اضطراب، افسردگی، دیزینس، اختلالات خواب
- در پوست: خارش، بثورات جلدی، خشکی پوست، کهیر، تعریق بیش از حد، پسوریازیس
- در دستگاه گوارش: تهوع، استفراغ، سوء هاضمه، احساس طعم فلزی در دهان، اسهال، یبوست، درد شکم، کولیک صفراوی، کله سیستیت، استوماتیت، نفخ
- در سایر دستگاه‌ها: رینیت، سرفه، آرترالژی، میالژی، درد پشت